# Planinski pelin
Planinski pelin, tudi planinski rman ali beli rman (znanstveno ime Achillea clavennae) je zelnata trajnica iz družine nebinovk, ki raste na skalnatih rastiščih višjih nadmorskih višin v alpskem in predalpskem svetu. Je alpski endemit; njegova razširjenost je verjetno ostanek (relikt) širšega območja razširjenosti med zadnjo ledeno dobo.
Zraste 15 do 30 cm v višino. Za razliko od ostalih predstavnikov rodu rmanov nima večkrat deljenih listov. Med rmane nedvomno sodi po belih socvetjih, v katerih so jezičasti cvetovi, razporejeni v skoraj okroglih koških, le-ti pa so v gostih češuljah. Cveti med junijem in avgustom. Rastlina je prepoznavna tudi po tem, da je na gosto pokrita s kratkimi srebrnkastimi dlačicami.
Ljudsko ime planinski pelin je rastlina dobila, ker ima grenak okus in liste, podobne pelinu.